# Sally Morgan, Baroness Morgan of Huyton

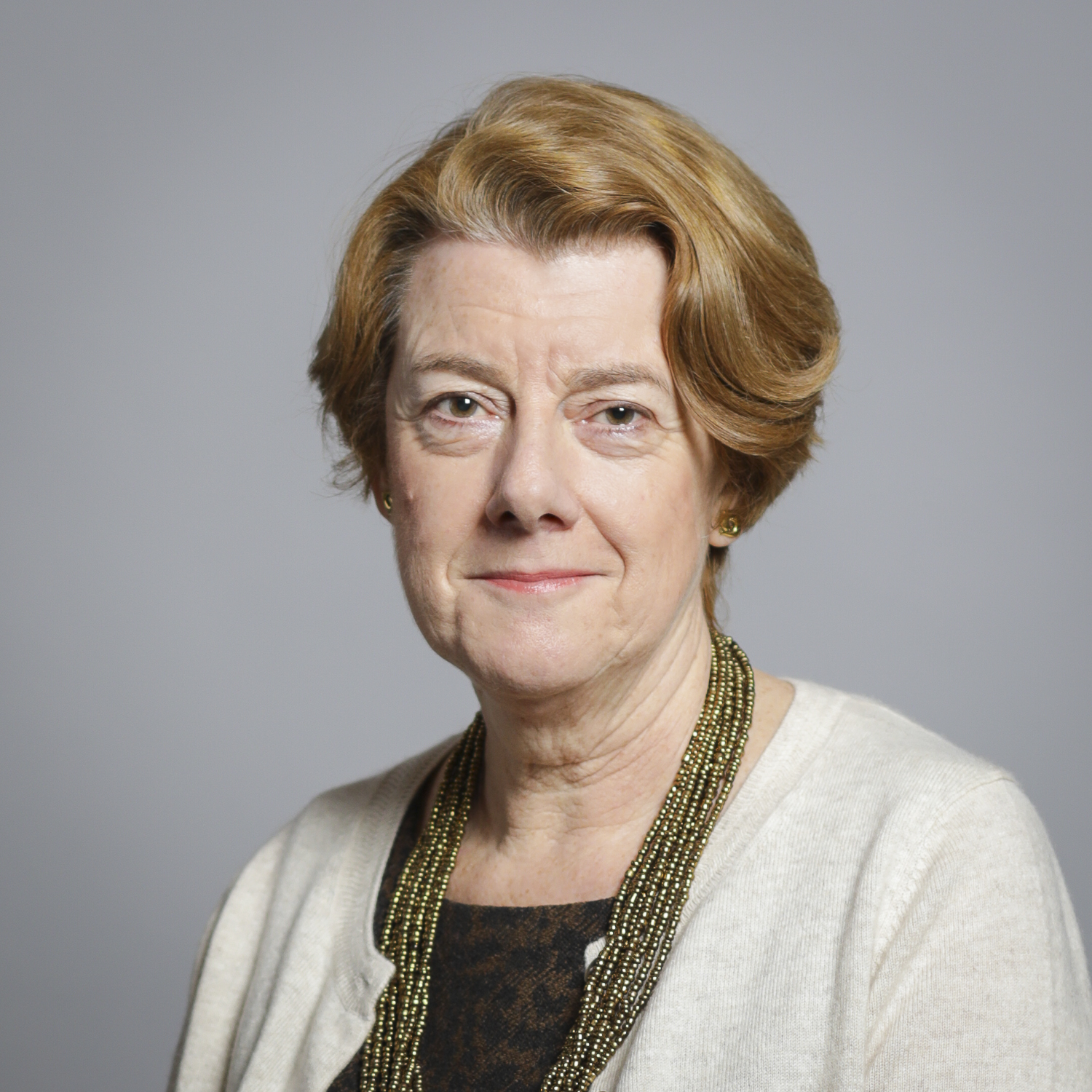
Sally Morgan, Baroness Morgan of Huyton

Sally Morgan, Baroness Morgan of Huyton (* 28. Juni 1959) ist eine britische Politikerin der Labour Party, die seit 2001 als Life Peeress Mitglied des House of Lords ist.

## Leben

### Lehrerin, Kommunalpolitikerin und Parteifunktionärin
Nach dem Schulbesuch an The Belvedere Academy und einem Studium der Geografie an der Durham University, das sie 1980 mit einem Bachelor of Arts (B.A. Geography) abschloss, absolvierte Sally Morgan ein postgraduales Studium der Pädagogik am King’s College London und beendete dieses 1981 mit einem Postgraduate Certificate in Education (PGCE). Danach war sie zwischen 1981 und 1985 Lehrerin für Geografie an einer Sekundarschule und wechselte im Anschluss in der Parteizentrale der Labour Party, wo sie zunächst Organisatorin für Studenten, danach zwischen 1987 und 1993 Leitende Mitarbeiterin für politische Zielsuche sowie zuletzt von 1993 bis 1995 Direktorin für Wahlkämpfe und Wahlen war. In dieser Zeit war sie zwischen 1986 und 1990 als Mitglied des Rates des London Borough of Wandsworth in der Kommunalpolitik aktiv.
Im Anschluss fungierte sie zwischen 1995 und 1997 als Leiterin für die Verbindung zwischen Partei und Tony Blair, dem damaligen Führer der Opposition im House of Commons. Nach dem Wahlsieg der Labour Party bei den Unterhauswahlen am 1. Mai 1997 und dem damit verbundenen Amtsantritt von Tony Blair als Premierminister fungierte Sally Morgan von 1997 bis 2001 als Politische Sekretärin des Premierministers.

### Oberhausmitglied und Staatsministerin
Durch ein Letters Patent vom 20. Juni 2001 wurde Sally Morgan als Life Peeress mit dem Titel Baroness Morgan of Huyton, of Huyton in the County of Merseyside, in den Adelsstand erhoben. Kurz darauf erfolgte am 21. Juni 2001 ihre Einführung (Introduction) als Mitglied des House of Lords. Im Oberhaus gehört sie zur Fraktion der Labour Party.
Nachdem sie kurzzeitig vom 11. Juni bis zum 9. November 2001 im Staatsministerium im Kabinettsamt (Cabinet Office) arbeitete, war sie im Anschluss bis 2005 Direktorin für Regierungsbeziehungen im Büro des Premierministers.
In der Folgezeit engagierte sie sich als Mitglied der Aufsichtsräte von The Carphone Warehouse Group und Southern Cross Healthcare plc sowie als Mitglied des Beirates des Institute of Education (IOE). Ferner war sie Mitglied des Vorstandes der Olympic Delivery Company, der Verwaltungsorganisation für die Infrastruktur, Veranstaltungsorte und Niederlassungen bei den Olympischen Sommerspielen 2012 und den Sommer-Paralympics 2012 in London. Darüber hinaus fungierte sie zeitweilig als Vorstandsmitglied der Stiftung des Mayor of London, Beraterin des Vorstands der Kinderwohltätigkeitsorganisation Absolute Return for Kids (ARK) sowie als Vorsitzende der Future Leaders Charity.
2010 bis 2014 war Baroness Morgan Vorsteherin des zum Chefinspektor für die englischen Schulen gehörenden Büros für den Standard in Bildung, Kinderdiensten und Fähigkeiten Ofsted (Office for Standards in Education, Children's Services and Skills). Seit Oktober 2019 ist sie Master, d. h. Leiterin, des Fitzwilliam Colleges der Universität Cambridge.